# Mas Llorà
El Mas Llorà és una masia de Rupià (Baix Empordà) protegida com a bé cultural d'interès local.

## Descripció
El conjunt del Mas llorà està situat a un quilòmetre del nucli de Rupià. L'edifici principal és de planta rectangular, amb planta baixa, dos pisos i coberta de teula a dues vessants. La façana principal presenta una distribució simètrica d'obertures respecte a l'eix determinat pel carener. A la planta baixa hi ha dues portes, una central i més gran, d'arc rebaixat i una altra a la dreta d'arc carpanell de maó; a l'esquera es troba una finestra rectangular, tres balcons al primer pis i tres finestres al segon, també rectangulars, completen les obertures de la façana principal totes elles emmarcades amb pedra. La resta de façana presenta obertures rectangulars, algunes d'elles tapiades, que corresponen a les modificacions experimentades per l'edifici al llarg del temps. Una torreta moderna, de planta quadrada, s'eleva per damunt del carener de la teulada; se li va incorporar una finestra d'arc conopial (s.XVI) i presenta un curiós coronament de maó arrebossat.

## Història
Les modificacions continuades sofertes pels masos al llarg de la seva existència sovint fan difícil de precisar-ne el període de construcció inicial. En el cas del Mas LLorà, sembla que el seu origen pot situar-se en el segle xvi o fins i tot amb anterioritat, encara que la consolidació del mas correspon a una època més tardana, ja dintre del segle xviii. A la clau de l'arc de la porta d'accés figura una data que, tot i prester la darrera xifra pràcticament esborrada pel temps, situa l'existència de la construcció actual vers la fi del segle xviii, podria ser el 1796.